# إليانور ريجبي (أغنية)
إليانور ريجبي (بالإنجليزية: Eleanor Rigby) هي أغنية لفريق الروك الإنجليزي «البيتلز» من ألبوم «ريفولفر» لعام 1966. الأغنية كتبها بول مكارتني في المقام الأول ونسبت إلى «لينون مكارتني» كالعادة المتبعة مع أكثر أغاني الفريق. الأغنية تمثل استمرار الفريق في تطوره من مجرد فريق لعزف أغاني الروك آند رول، إلى فريق تجريبي يقوم عمله على تسجيلات الاستوديو وليس فقط العروض المسرحية. انفصلت أغنية «إليانور ريجبي» بشكل حاد عن تقاليد الموسيقى الشعبية، سواء من الناحية الموسيقية أو الغنائية.
الكلمات تقدم سردًا عن الوحدة، ويستشهد ريتشي أونتربيرجر من موقع «أول ميوزيك» بغناء الفرقة حول اهتمامات ومصائر كبار السن المهملة في الأغنية على أنه «مثال واحد فقط على سبب وصول جاذبية فرقة البيتلز إلى ما هو أبعد من جمهور موسيقى الروك التقليدي».

## كلمات الأغنية
آه، أنظر لكل هؤلاء الناس الوحداء Ah, look at all the lonely people
آه، أنظر لكل هؤلاء الناس الوحداء Ah, look at all the lonely people
إليانور ريجبي تلتقط الأرز في الكنيسة حيث كان حفل الزفاف Eleanor Rigby picks up the rice in the church where a wedding has been
تعيش في حلم Lives in a dream
تنتظر عند النافذة، مرتدية الوجه الذي تحتفظ به في جرة بجانب الباب Waits at the window, wearing the face that she keeps in a jar by the door
لمن هذا؟ Who is it for
كل الناس الوحداء All the lonely people
من أين أتوا؟ Where do they all come from
كل الناس الوحداء All the lonely people
إلى ماذا ينتموا؟ Where do they all belong
الأب ماكنزي يكتب كلمات عظة لن يسمعها أحد Father McKenzie writing the words of a sermon that no one will hear
لا أحد يقترب No one comes near
أنظر إليه وهو يعمل، يرتق جواربه في الليل عندما لا يوجد أحد هناك Look at him working, darning his socks in the night when there's nobody there
بماذا يهتم؟ What does he care
كل الناس الوحداء All the lonely people
من أين أتوا؟ Where do they all come from
كل الناس الوحداء All the lonely people
إلى ماذا ينتموا؟ Where do they all belong
آه، أنظر لكل هؤلاء الناس الوحداء Ah, look at all the lonely people
آه، أنظر لكل هؤلاء الناس الوحداء Ah, look at all the lonely people
ماتت إليانور ريجبي في الكنيسة ودُفنت مع أسمها Eleanor Rigby died in the church and was buried along with her name
لم يأتي أحد Nobody came
الأب ماكنزي يمسح الأوساخ عن يديه وهو يسير مبتعدا عن القبر Father McKenzie wiping the dirt from his hands as he walks from the grave
لم ينجو أحد No one was saved
كل الناس الوحداء All the lonely people
من أين أتوا؟ Where do they all come from
كل الناس الوحداء All the lonely people
إلى ماذا ينتموا؟ Where do they all belong

## صناعة الأغنية
ابتكر بول مكارتني لحن "إليانور ريجبي" أثناء تجاربه على البيانو. ومع ذلك، فإن الاسم الأصلي لبطلة الأغنية الذي اختاره لم يكن إليانور ريجبي، ولكن "الآنسة ديزي هوكينز"، وأفاد المغني والملحن "دونوفان" أنه سمع مكارتني يعزفها قبل أن تنتهي، بكلمات مختلفة تمامًا، وفي عام 1966، تذكر مكارتني كيف خطرت له فكرة أغنيته: " كنت جالسًا على البيانو عندما فكرت، وأتت لي الأبيات الأولى على الفور، حيث وجدت هذا الاسم في رأسي... "ديزي هوكينز تلتقط الأرز من الكنيسة"، لا اعرف لماذا. لم أستطع التفكير في أكثر من ذلك، لذا فقد تركت الفكرة بعيدًا ليوم واحد. ثم جاءني اسم "الأب مكارتني"، وإلى جميع الأشخاص الوحداء، لكنني تخيلت أن المستمع سوف يعتقد أن الأب مكارتني هو والدي يجلس لحياكة جواربه، كما ان أبي رجل سعيد، وتصفحت دليل الهاتف وحصلت على اسم "ماكنزي". أضاف مكارتني إنه جاء باسم "إليانور" من الممثلة إليانور برون التي مثلت مع فريق البيتلز في فيلم "النجدة"، وجاء الاسم "ريجبي" من اسم متجر في بريستول، وهناك مسرح كان يعرض مسرحية تحت عنوان "أسعد أيام حياتك" وضمن طاقم التمثيل كانت الصديقة القديمة لمكارتني "جين آشر". يتذكر مكارتني في عام 1984، ويقول: "لقد أحببت الاسم فقط، كنت أبحث عن اسم يبدو طبيعيًا، وبدأ اسم" إليانور ريجبي "طبيعيًا".

## التسجيل
كان اللحن لا يحتاج أي أضافة من موسيقى أو آلات البوب المعروفة، ولذا لم يعزف أي من فريق البيتلز على الآلات الموسيقية، على الرغم من أن لينون وهاريسون قد ساهموا في الغناء المساعد. مثل الأغنية السابقة «بالأمس»، تستخدم «إليانور ريجبي» مجموعة أوتار كلاسيكية، وفي هذه الحالة ثمانية من موسيقيي الاستوديو، تتألف من أربعة آلات كمان، واثنين من الكمان، واثنين من التشيلو، وكلهم يؤدون مقطوعة موسيقية من تأليف المنتج جورج مارتن.

## الإصدار
تم ترشيح «إليانور ريجبي» لثلاث جوائز جرامي وفازت بجائزة جرامي عام 1966 عن «أفضل أداء صوتي معاصر»، بعد ثلاثين عامًا، تم إصدار ريميكس ستريو لتوزيع الوتريات التي وضعها مارتن لبعض مختارات البيتلز. بعد عقد من ذلك، تم تضمين نسخة معدلة من المسار في ألبوم الحب لعام 2006.

## طاقم العزف والتسجيل
- بول مكارتني: غناء رئيسي وهارموني
- جون لينون: هارموني
- جورج هاريسون: هارموني

### موسيقيون إضافيين
- توني جيلبرت: كمان
- سيدني ساكس: كمان
- جون شارب: كمان
- يورجن هيس: كمان
- ستيفن شينجلز: فيولا
- جون أندروود: فيولا
- ديريك سيمبسون: تشيلو
- ستيفن لانسبيري: تشيلو
- جورج مارتن: إنتاج وتوزيع[18]

## وصلات خارجية
https://www.beatlesbible.com/songs/eleanor-rigby/
https://www.songfacts.com/facts/the-beatles/eleanor-rigby
https://www.youtube.com/watch?v=ojpSiNZA5_0
https://www.youtube.com/watch?v=HuS5NuXRb5Y